# Buenavista, Marinduque
Buenavista là một đô thị ở tỉnh Marinduque, Philippines. Theo điều tra dân số năm 2000 của Philipin, đô thị này có dân số 19.271 người trong 3.868 hộ.

## Các đơn vị hành chính
Buenavista được chia ra 15 barangay.
- Bagacay
- Bagtingon
- Bicas-bicas
- Caigangan
- Daykitin
- Libas
- Malbog
- Sihi
- Timbo (Sanggulong)
- Tungib-Lipata
- Yook
- Barangay I
- Barangay II
- Barangay III
- Barangay IV